# Lyoffans
Lyoffans település Franciaországban, Haute-Saône megyében. Lakosainak száma 443 fő (2022. január 1.). Lyoffans Palante, Andornay, Frotey-lès-Lure, Lomont, Magny-Jobert és Moffans-et-Vacheresse községekkel határos.

## Népesség
A település népességének változása:
| Lakosok száma | 390  | 383  | 385  | 375  | 375  | 395  | 411  | 427  | 443  |
|               | 2013 | 2015 | 2016 | 2017 | 2018 | 2019 | 2020 | 2021 | 2022 |